# جاش پاول
جاش پاول (انگلیسی: Josh Powell؛ زادهٔ ۲۵ ژانویهٔ ۱۹۸۳) بازیکن بسکتبال اهل ایالات متحده آمریکا است.
از باشگاه‌هایی که در آن بازی کرده‌است می‌توان به آتلانتا هاوکس، گلدن استیت واریرز، ایندیانا پیسرز، لس آنجلس کلیپرز، دالاس ماوریکس، هیوستون راکتس، باشگاه بسکتبال المپیاکوس، و لس آنجلس لیکرز اشاره کرد.